# Завезён, Юрий Сергеевич
Ю́рий Серге́евич Завезён (род. 28 января 1996, Солёное, Республика Калмыкия, Россия) — российский футболист, полузащитник клуба «Велес».

## Карьера
Воспитанник ставропольского футбола. С 2013 года выступал за молодёжный состав «Кубани». За основной состав клуба дебютировал 23 сентября 2015 года в матче против «Шинника» (2:1), заменив на 69-й минуте Илью Стефановича. В июне 2018 года перешёл в «Ротор». В 2019—2021 годах защищал цвета «Чертаново». В августе 2021 года пополнил ряды липецкого «Металлурга». В июле 2022 года подписал контракт с клубом Высшей лиги Казахстана «Атырау». В элитном дивизионе дебютировал 20 августа в матче против карагандинского «Шахтёра» (0:0). В 2023 году вернулся в «Ротор». В июле 2025 года перешёл в «Велес».

## Достижения
- Бронзовый призёр Первой лиги: 2019/20
- Бронзовый призёр 1-й группы Второй лиги: 2022/23

## Клубная статистика
| Игровая карьера | Игровая карьера    | Игровая карьера | Лига | Лига | Кубок | Кубок | Межд. | Межд. | Др. | Др. |
| --------------- | ------------------ | --------------- | ---- | ---- | ----- | ----- | ----- | ----- | --- | --- |
| 2015/16         | Кубань             | А               | —    | —    | 1     | 0     | —     | —     | —   | —   |
| 2016/17         | Кубань             | Б               | 7    | 0    | 1     | 0     | —     | —     | —   | —   |
| 2016/17         | Кубань-2           | В               | 23   | 1    | —     | —     | —     | —     | —   | —   |
| 2017/18         | Кубань             | Б               | 32   | 2    | 2     | 0     | —     | —     | —   | —   |
| 2017/18         | Кубань-2           | В               | 2    | 0    | —     | —     | —     | —     | —   | —   |
| 2018/19         | Ротор              | Б               | 19   | 0    | 1     | 0     | —     | —     | —   | —   |
| 2019/20         | Чертаново          | Б               | 22   | 2    | 2     | 0     | —     | —     | —   | —   |
| 2020/21         | Чертаново          | Б               | 35   | 4    | 2     | 0     | —     | —     | —   | —   |
| 2021/22         | Металлург (Липецк) | Б               | 28   | 1    | 2     | 0     | —     | —     | —   | —   |
| 2022            | Атырау             | А               | 11   | 1    | 6     | 0     | —     | —     | —   | —   |
| 2022/23         | Ротор              | В               | 8    | 1    | 0     | 0     | —     | —     | —   | —   |